# Big Kuntry King
Big Kuntry King, eigentlich Sean Merrett (* in Atlanta, Georgia) ist ein US-amerikanischer Rapper.

## Leben
Big Kuntry King ist Mitglied von P$C (Pimp Squad Click) und steht bei Grand Hustle Records unter Vertrag. Er veröffentlichte am 30. September 2008 sein Debütalbum My Turn to Eat, welches sich in den USA in der ersten Woche über 6.000 Mal und insgesamt 17.000 Mal verkaufte.

## Diskographie
Alben
- 2008: My Turn to Eat

Singles
- 2007: That’s Right (featuring T.I.)
- 2008: Da Baddest (featuring Trey Songz)